# William John Thomas Mitchell
William John Thomas Mitchell (24 de março de 1942) é um professor universitário estadunidense de Inglês e História da Arte na Universidade de Chicago. Também é editor do Critical Inquiry, e contribui para o diário October. 
Suas monografias Iconology (1986) e Picture Theory (1994), concentra-se na influência da mídia e cultura visual. Ele se baseia nas idéias de Freud e Marx para demonstrar que, essencialmente, devemos considerar imagens como coisas vivas. Sua coleção de ensaios What Do Pictures Want? (2005) venceu o prestigioso James Russell Lowell Prize da Modern Language Association em 2006.

### Livros
- What do Pictures Want? the Lives and Loves of Images. Chicago, IL: U. of Chicago P, 2005.
- The Last Dinosaur Book: The Life and Times of a Cultural Icon. Chicago, IL: U. of Chicagp P, 1998.
- Picture Theory: Essays on Verbal and Visual Representation. Chicago: U. of Chicago P, 1994.
- Iconology: Image, Text, Ideology. Chicago: U. of Chicago P, 1986.
- Against Theory: Literary Studies and the New Pragmatism. Chicago: U. of Chicago P, 1985.
- The Politics of Interpretation. Chicago: U. of Chicago P, 1983.
- On Narrative. Chicago: U. of Chicago P, 1981.
- The Language of Images. Chicago: U. of Chicago P, 1980.
- Blake's Composite Art: A Study of the Illuminated Poetry. Princeton: Princeton UP. 232 pp., 112 ilustrações, 1978.
- Wolfe, Cary, e W. J. T. Mitchell. Animal Rites: American Culture, the Discourse of Species and Posthumanist Theory. Chicago, IL: U. of Chicago P, 2003.